# اینکااینچی

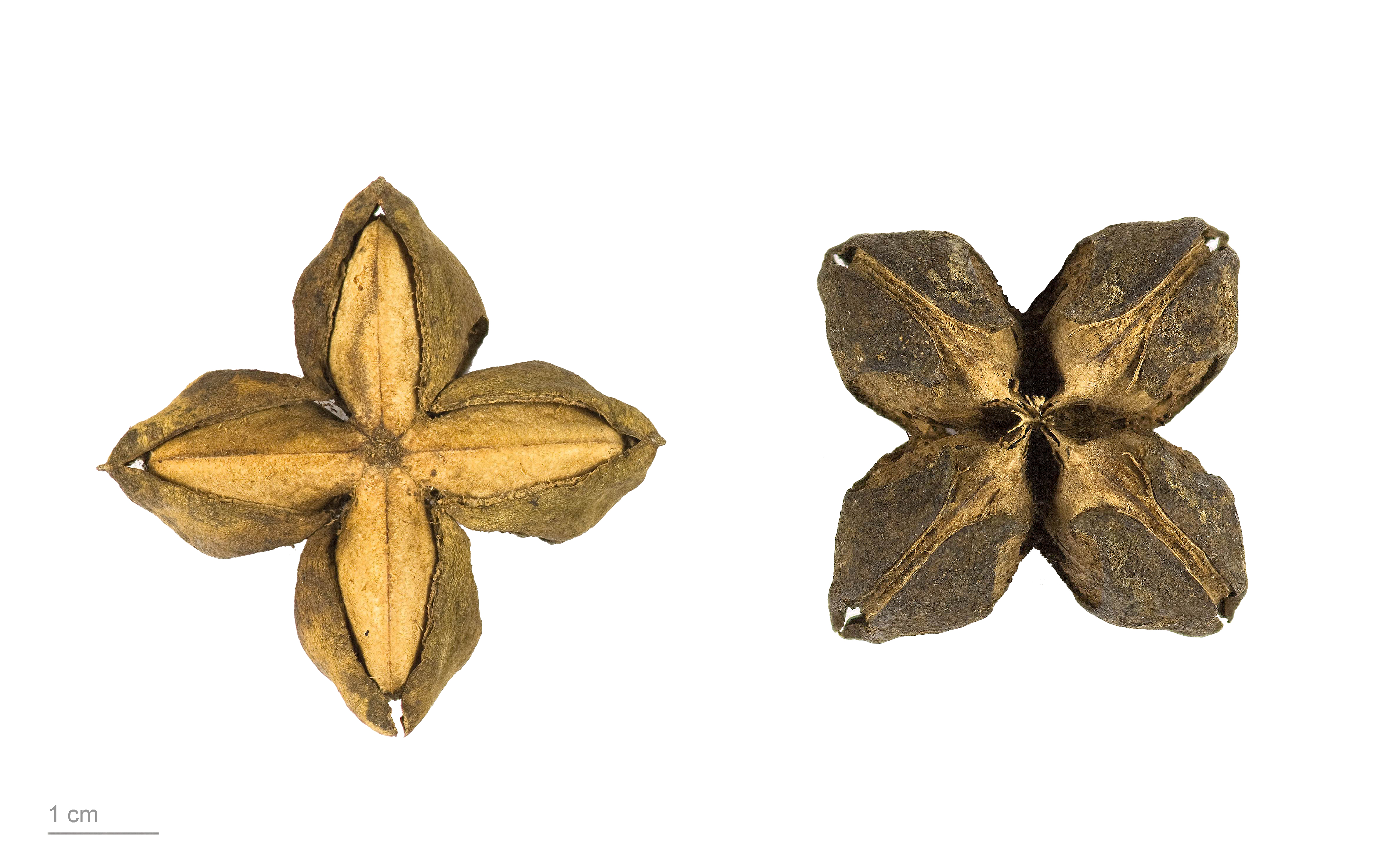
Plukenetia volubilis - MHNT

Plukenetia volubilis (اینکااینچی) که معمولاً با نام‌های اینکا اینچی، بادام زمینی ساشا، بادام زمینی کوهی، مغز اینکا یا بادام زمینی اینکا شناخته می‌شود، گیاهی است چند ساله در خانواده فرفیون، که روی برگ‌هایش کرک‌های کوچکی است. این میوه بومی مناطق گرمسیری آمریکای جنوبی (سورینام، ونزوئلا، بولیوی، کلمبیا، اکوادور، پرو و شمال غربی برزیل) و همچنین برخی از جزایر بادگیر در کارائیب است. این محصول به‌صورت تجاری در جنوب شرقی آسیا و به‌خصوص در تایلند کشت می‌شود. دانه‌ها و برگ‌های  این گیاه سمی است.
Plukenetia volubilis را نباید با orionocense Caryodendron اشتباه گرفت، که معمولاً به اینچ، کاکای یا اورینوکات معروف است.

## شرح
در جنگل بارانی آمازون در پرو، این گیاه در طول قرن‌ها توسط بومیان کشت می‌شده‌است. این درخت تا زمانی که آب در دسترس باشد و زهکشی خوبی وجود داشته باشد، در آب و هوای گرم تا ارتفاع ۱۷۰۰ متر رشد می‌کند. همچنین این گیاه در خاکهای اسیدی و آبرفتهای مجاور رودخانه‌ها رشد بهتری دارد.
بوته این درخت به ارتفاع ۲ متر، با برگ‌های متناوب، قلب شکل و دندانه دار که به طول ۱۰ تا ۱۲ سانتی‌متر و عرض ۸ تا ۱۰ عرض سانتی‌متر است. دمبرگ‌های این گیاه ۲ تا ۶ سانتی‌متر است. این گیاه پنج ماه پس از کاشت شروع به گلدهی می‌کند و حوالی ماه هشتم بذر می‌دهد. گلهای نر کوچک، سفید و به صورت دسته ای قرار گرفته‌اند. دو گل ماده در پایه گل آذین قرار دارند.
میوه‌ها کپسول‌های ۳ تا ۵ سانتی‌متری با قطر ۴ تا ۷ پوینتی، سبز و میوه رسیده قهوه ای مایل به سیاه است. در هنگام رسیدن، میوه‌ها حاوی یک تفاله نرم و مرطوب سیاه رنگ هستند. این میوه‌ها غیرقابل خوردن می‌باشند. به‌طور معمول قبل از برداشت میوه روی گیاه خشک می‌شود. با رسیدن به سن دو سالگی، اغلب می‌توان تا صد میوه خشک را به‌طور هم‌زمان برداشت کرد. کپسول‌های میوه معمولاً از چهار تا پنج لوب تشکیل شده‌اند، اما بعضی از آنها ممکن است تا هفت لوب داشته باشند. درون میوه دانه‌هایی، بیضی شکل، قهوه ای تیره، شبیه بادام است که با یک فیلم سفید پوشانده شده‌است. دانه‌های خام قابل خوردن نیستند، اما پس از بو دادن قابل خوردن می‌شوند.
دانه‌های اینچی دارای پروتئین (۲۷٪) و روغن (۳۵–۶۰٪) هستند. روغن این دانه‌ها غنی از اسیدهای چرب ضروری اسید لینولنیک امگا ۳ (به‌طور تقریبی ۴۵–۵۳٪ از کل محتوای چربی)، امگا ۶ اسید لینولئیک (به‌طور تقریبی۳۹–۳۴٪ از کل محتوای چربی) و همچنین اسید چرب غیرضروری امگا ۹ (به‌طور تقریبی ۱۰–۶٪ از کل محتوای چربی).

## مواد شیمیایی گیاهی
دانه‌ها و برگ‌های P. volubilis وقتی خام هستند حاوی مقادیر قابل توجهی آلکالوئید، ساپونین و لکتین می‌باشند؛ بنابراین این قسمت‌ها در صورت مصرف قبل از پخت ممکن است سمی باشند، که با بو دادن این ترکیبات سمی تخریب می‌شوند. روغن دانه خوراکی این گیاه منبع اسیدهای چرب اشباع نشده چندگانه است.

## کاربردها
دانه‌های بو داده را می‌توان به صورت آجیل مصرف کرد و برگ‌های بو داده را جوید یا با آن‌ها چای درست کرد.
روغن اینکااینچی دارای طعم ملایمی با مواد مغذی است. این روغن برای انواع ذائقه‌ها مناسب باشد اگربا استفاده روزانه از این روغن به مدت۱ هفته، بعضی از افراد تمایل کمی نسبت به این روغن را داشتند. روغن اینکااینچی غنی از اسید آلفا-لینولنیک است. در یک مطالعه ۴ ماهه، مصرف (۱۰–۱۵ میلی لیتر در روز) این روغن توسط بزرگسالان نشان داد؛ این ماده بی خطر بوده و سبب افزایش سطح کلسترول HDL در خون می‌شود.
روغن اینکااینچی تعادل چربی پوست را حفظ می کند، بنابراین سبب ترمیم پوست، التیام زخم و برطرف کردن التهاب می شود. این روغن با داشتن خاصیت مرطوب کنندگی، باعث آبرسانی عمیق پوست و مو شده و موجب ترمیم آن می‌شود. همچنین این روغن سبب نرمی، لطافت، افزایش حجم و انعطاف پذیری مو می شود. از روغن اینکااینچی در طیف وسیعی از محصولات از مراقبت مو و پوست، ازجمله محصولات مرطوب کننده، ضد چروک، ترمیم کننده و محصولات رفع ترک های پوستی استفاده می شود.

## نگارخانه

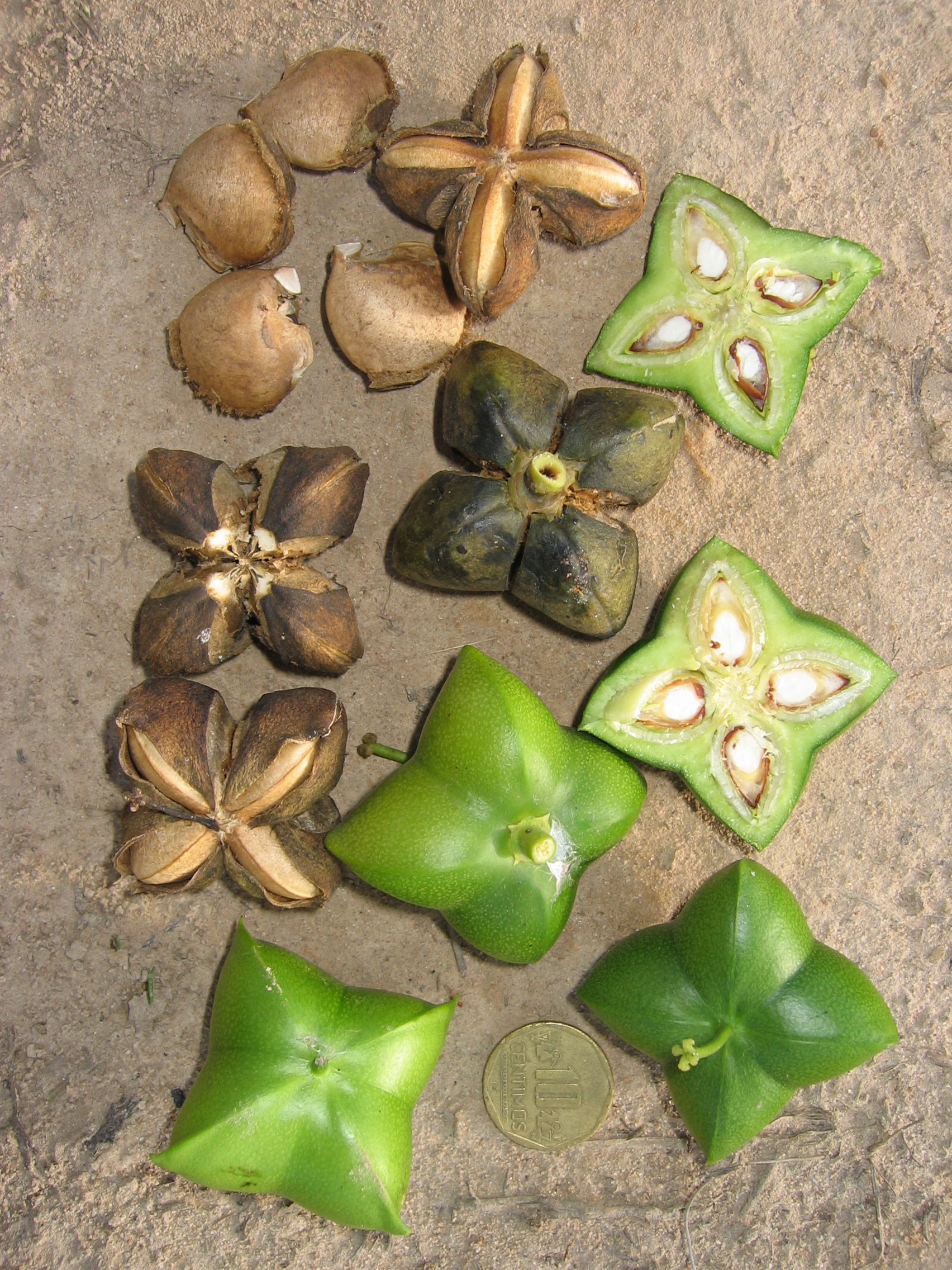
Plukenetia volubilis (ساکا اینچی ) ، پرو